# Corsept
Corsept è un comune francese di 2 721 abitanti situato nel dipartimento della Loira Atlantica nella regione dei Paesi della Loira.

## Storia

### Simboli
Lo stemma di Corsept è stato approvato con delibera del consiglio municipale del 27 novembre 1971 e registrato il 19 luglio 1972.
In precedenza, lo stemma di Corsept era: d'azzurro, a sette cuori d'oro, ordinati 3, 2, 1, 1. I sette cuori sono armi parlanti per Corpus Septimum e richiamano il nome della città, che designava la settima parrocchia lungo la Loira creata da Martino di Vertou.
Lo stemma attuale è la rielaborazione dello stendardo presentato a La Sicaudais il 30 giugno 1946, alla fine della seconda guerra mondiale, che era: inquartato: nel 1º e nel 4º, d'azzurro, a sette cuori d'argento; nel 2º e nel 3º, di rosso; lo scudetto del Pays de Retz (d'oro, alla croce di nero) sul tutto.

## Società

### Evoluzione demografica
Abitanti censiti